# Liste der Baudenkmäler in Innernzell

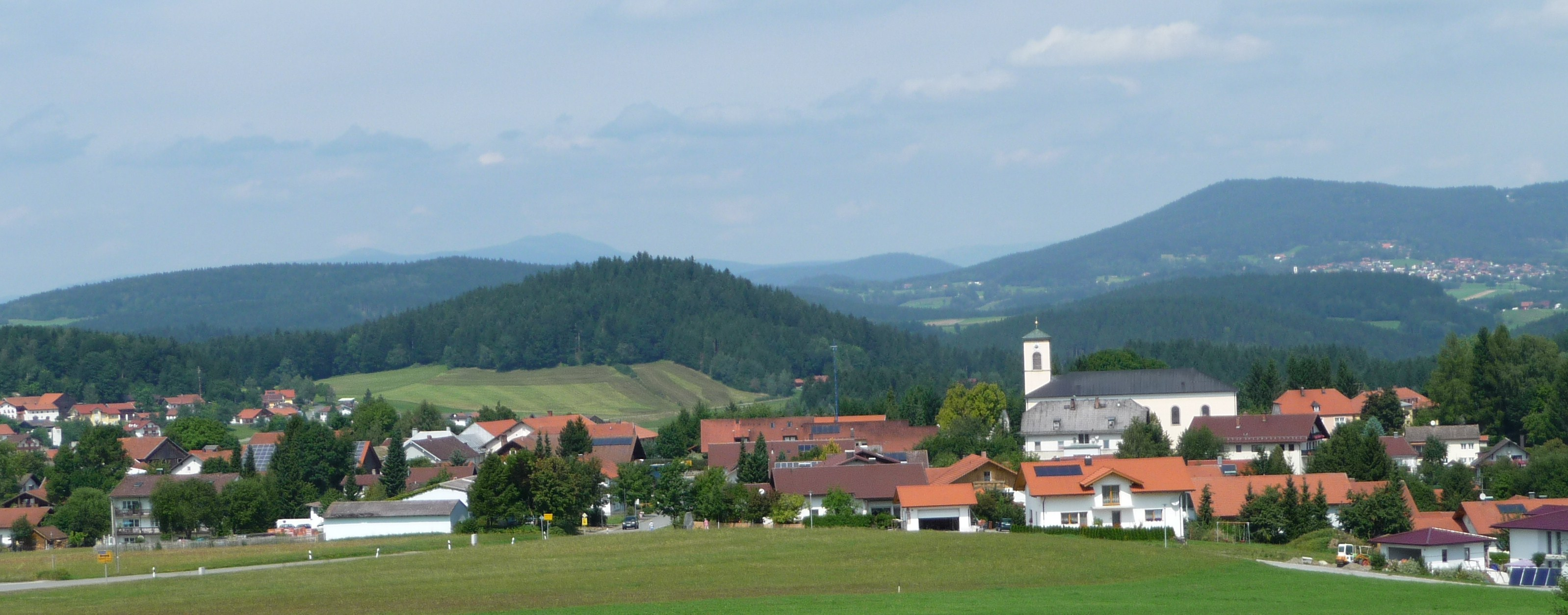
Blick auf Innernzell

Auf dieser Seite sind die Baudenkmäler in der niederbayerischen Gemeinde Innernzell zusammengestellt. Diese Tabelle ist eine Teilliste der Liste der Baudenkmäler in Bayern. Grundlage ist die Bayerische Denkmalliste, die auf Basis des Bayerischen Denkmalschutzgesetzes vom 1. Oktober 1973 erstmals erstellt wurde und seither durch das Bayerische Landesamt für Denkmalpflege geführt wird. Die folgenden Angaben ersetzen nicht die rechtsverbindliche Auskunft der Denkmalschutzbehörde.

## Ensembles

### Ensemble Hauptstraße

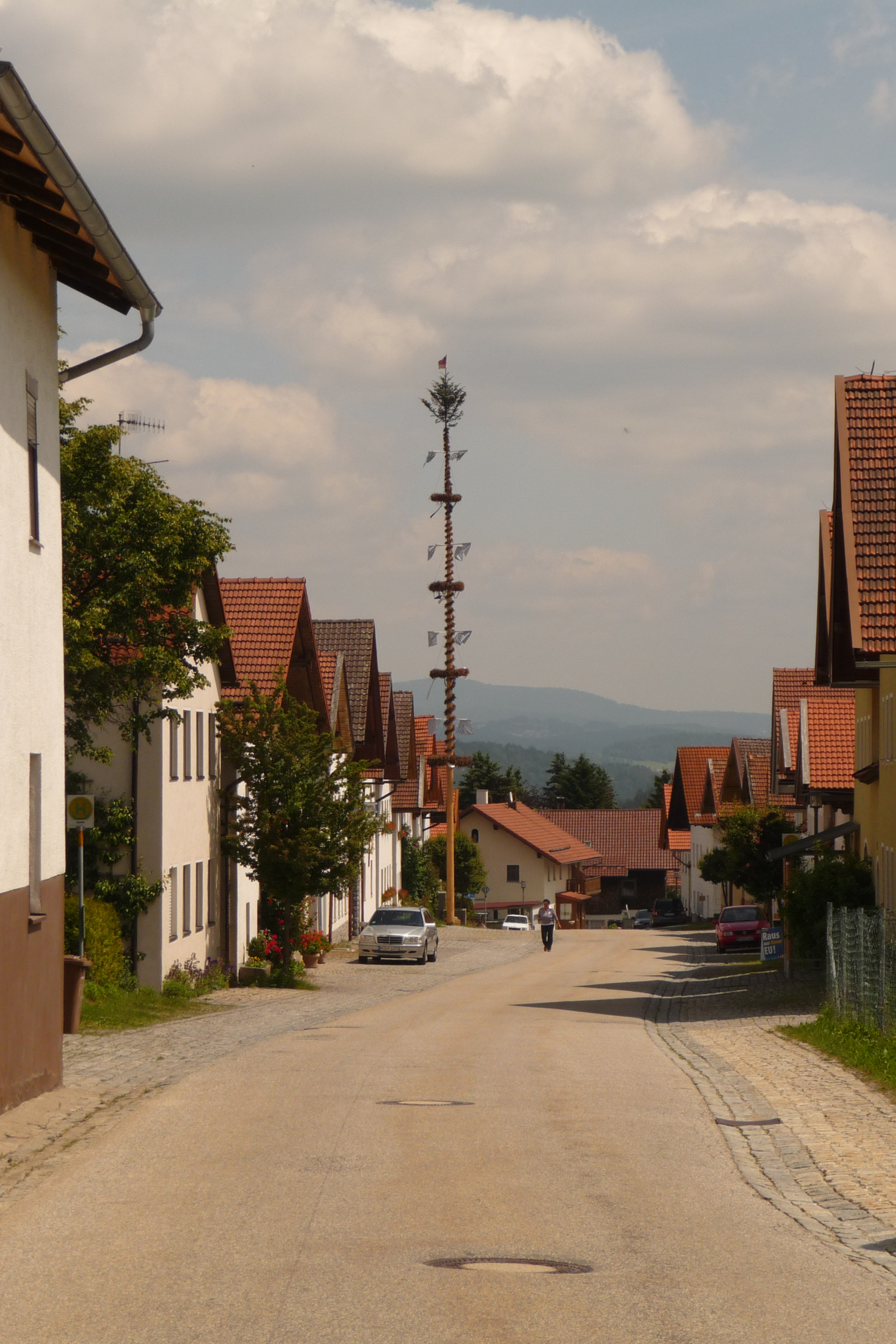

In strenger Ordnung reihen sich die beiden Häuserzeilen an der nach Westen ansteigenden Durchgangsstraße auf, außer der Hausgruppe von Nr. 1 sämtliche giebelständig mit vorstehenden Satteldächern. Die ursprünglichen 12 Anwesen der Rodungssiedlung waren nach dem Muster der Straßenmärkte des 13. Jahrhunderts angeordnet. Der Brand von 1805 zog in den behördlichen Wiederaufbauvorschriften die Massivbauweise und die Errichtung von Austragshäusern nach sich. Die Proportionen und Raumeinteilungen der hofseitig erschlossenen Häuser blieben einheimisch, die Verbindungen der jeweils im Westeck stehenden Haupthäuser mit den kleineren im Osteck stehenden Austragshäusern durch die sogenannten Torhelme (Tormauern mit meist rundbogiger Einfahrt und Fußgängerpforte) brachten die für die Gegend ungewöhnlich geschlossene Reihung. Dieser straßenseitigen Abschirmung entspricht die rückseitige Abriegelung durch Querstadel. Das Verhältnis von behördlicher Vorschrift und Bauherrn-Eigenart ist bis heute gut ablesbar; eine Störung dieses Verhältnisses stellt der bereits Ende des 19. Jahrhunderts neugebaute Gasthof (Haus Nr. 1) mit seinen Trabantenbauten dar. Außerdem sind in den letzten Jahrzehnten im Ensemblebereich einige Neubauten errichtet bzw. Umbauten durchgeführt worden. Aktennummer: E-2-72-128-1.

## Baudenkmäler nach Ortsteilen

### Innernzell
| Lage                           | Objekt                   | Beschreibung | Akten-Nr.             | Bild           |
| ------------------------------ | ------------------------ | --- | --------------------- | -------------- |
| Kirchplatz 1 (Standort)        | Pfarrkirche St. Nikolaus | 1835 erbaut von Erasmus Hofstetter, Passau; mit Ausstattung                                                               | D-2-72-128-1 Wikidata | weitere Bilder |
| Zellerbergstraße 40 (Standort) | Pfarrhof                 | Wohnhaus-Blockbau, zweite Hälfte 18. Jahrhundert; Stadel mit Durchfahrt und Nebenhaus; teilweise Ummauerung der Hofanlage | D-2-72-128-2 Wikidata | BW             |

### Asberg
| Lage                 | Objekt                    | Beschreibung | Akten-Nr.             | Bild |
| -------------------- | ------------------------- | --- | --------------------- | ---- |
| Asberg 21 (Standort) | Geschlossener Vierseithof | Wohnhaus mit Stuckgliederung, bezeichnet 1829; Traidkasten, Blockbau mit gebogenen Kopfbügen, über dem Hoftor; Stadel, erdgeschossiger Blockbau mit Steildach | D-2-72-128-3 Wikidata | BW   |

### Bärndorf
| Lage                   | Objekt                | Beschreibung                                                              | Akten-Nr.             | Bild |
| ---------------------- | --------------------- | ------------------------------------------------------------------------- | --------------------- | ---- |
| Bärndorf 12 (Standort) | Zugehöriges Nebenhaus | Obergeschoss-Blockbau mit Hakenschopf, Mitte 19. Jahrhundert; Dach später | D-2-72-128-4 Wikidata | BW   |

### Gaiging
| Lage                 | Objekt      | Beschreibung | Akten-Nr.             | Bild |
| -------------------- | ----------- | --- | --------------------- | ---- |
| Gaiging 1 (Standort) | Vierseithof | ehemals Wohnhaus, Kniestock-Blockbau mit Giebel, Stangenschrot, 18. Jahrhundert, 1854 zweigeschossig untermauert; geständerter Blockbau-Traidkasten, Mitte 19. Jahrhundert; talseitiger Stallflügel, im Kern Mitte 19. Jahrhundert | D-2-72-128-6 Wikidata | BW   |

### Hilgenreith
| Lage                                            | Objekt                                 | Beschreibung | Akten-Nr.              | Bild                                   |
| ----------------------------------------------- | -------------------------------------- | --- | ---------------------- | -------------------------------------- |
| Hauptstraße 24 (Standort)                       | Wohnhaus einer geschlossenen Hofanlage | zweigeschossiger Massivbau mit Hausteinfenstergewänden, profilierten Balkenköpfen und vorstehendem Satteldach, Türsturz bezeichnet 1805; Stadel an Haus angefügt, 1805; Tormauer mit rundbogigem Eingang und stichbogiger Einfahrt | D-2-72-128-10 Wikidata | Wohnhaus einer geschlossenen Hofanlage |
| Hauptstraße 29 (Standort)                       | Nischenfigur                           | Jesusknabe, Anfang 19. Jahrhundert; am Wohnhaus | D-2-72-128-9 Wikidata  | Nischenfigur                           |
| Hauptstraße 31 (Standort)                       | Austragshaus                           | zu Hauptstraße 33, zweigeschossiger Massivbau mit vorstehendem Flachsatteldach, Mitte 19. Jahrhundert; Tormauer von Hauptstraße 33 her mit rundbogigem Durchgang und rechteckiger (ehemals ebenfalls rundbogiger) Durchfahrt       | D-2-72-128-8 Wikidata  | Austragshaus                           |
| Hauptstraße 33 (Standort)                       | Wohnhaus einer geschlossenen Hofanlage | eingeschossig mit Kniestock, profilierten Balkenköpfen und vorstehendem Flachsatteldach, um 1805, im Kern älter | D-2-72-128-7 Wikidata  | Wohnhaus einer geschlossenen Hofanlage |
| Hochfeld, 1 km südwestlich des Ortes (Standort) | Feldkapelle mit Walmdach               | 18./19. Jahrhundert; mit Ausstattung | D-2-72-128-11 Wikidata | BW                                     |

### Lungdorf
| Lage                   | Objekt      | Beschreibung                                                                                  | Akten-Nr.              | Bild |
| ---------------------- | ----------- | --------------------------------------------------------------------------------------------- | ---------------------- | ---- |
| Lungdorf 12 (Standort) | Traidkasten | Zugehöriger Traidkasten, Blockbau, wohl Anfang 19. Jahrhundert; über dem Tor des Vierseithofs | D-2-72-128-13 Wikidata | BW   |

### Manglham
| Lage                   | Objekt             | Beschreibung | Akten-Nr.              | Bild |
| ---------------------- | ------------------ | ------------ | ---------------------- | ---- |
| In Manglham (Standort) | Neugotischer Altar | circa 1875   | D-2-72-128-21 Wikidata | BW   |

### Tumiching
| Lage                    | Objekt          | Beschreibung                                                               | Akten-Nr.              | Bild |
| ----------------------- | --------------- | -------------------------------------------------------------------------- | ---------------------- | ---- |
| Tumiching 14 (Standort) | Kleinbauernhaus | eingeschossiger Massivbau mit Halbwalm und Putzgliederung, bezeichnet 1850 | D-2-72-128-16 Wikidata | BW   |
| Tumiching 22 (Standort) | Traidkasten     | 18./19. Jahrhundert; über dem Hoftor des Vierseithofs                      | D-2-72-128-17 Wikidata | BW   |

## Ehemalige Baudenkmäler
In diesem Abschnitt sind Objekte aufgeführt, die früher einmal in der Denkmalliste eingetragen waren, jetzt aber nicht mehr. Objekte, die in anderem Zusammenhang also z. B. als Teil eines Baudenkmals weiter eingetragen sind, sollen hier nicht aufgeführt werden. Aktennummern in diesem Abschnitt sind ehemalige, jetzt nicht mehr gültige Aktennummern.

| Lage                             | Objekt                      | Beschreibung                                                         | Akten-Nr.              | Bild    |
| -------------------------------- | --------------------------- | -------------------------------------------------------------------- | ---------------------- | ------- |
| Bärnreuth Bärnreuth 4 (Standort) | Vierseithof                 | Traidkasten, wohl Anfang 19. Jahrhundert, über dem Hoftor            | D-2-72-128-5 Wikidata  | BW      |
| Lungdorf Lungdorf 10 (Standort)  | Wohnhaus eines Vierseithofs | Massivbau mit farbiger Stuckgliederung und Halbwalm, bezeichnet 1827 | D-2-72-128-12 Wikidata | BW      |
| Oberöd Oberöd 15 (Standort)      | Hakenhof                    | Obergeschoss-Blockbau, zweites Viertel 19. Jahrhundert               | D-2-72-128-14 Wikidata | BW      |
| Schlag (Standort)                | Kapelle                     | Ende 19. Jahrhundert; mit Ausstattung                                | D-2-72-128-15 Wikidata | Kapelle |